# Lökmal
Lökmal (Acrolepiopsis assectella) är en fjärilsart som först beskrevs av Philipp Christoph Zeller 1839.  Lökmal ingår i släktet Acrolepiopsis, och familjen Acrolepiidae. Arten är reproducerande i Sverige.
Lökmalens framvingar har en spännvidd av 10-13 millimeter, är mörkt gråbruna, utåt ljusare, med en större vit, mörkprickig fläck på bakkanten. Larven, som är grågrön med brunaktigt huvud och en rödaktig ryggfläck, lever i bladen och stammen av lök, varvid förruttnelse lätt uppkommer.
I Sverige förekommer Lökmalen upp till Öster- och Västergötland.

## Bildgalleri

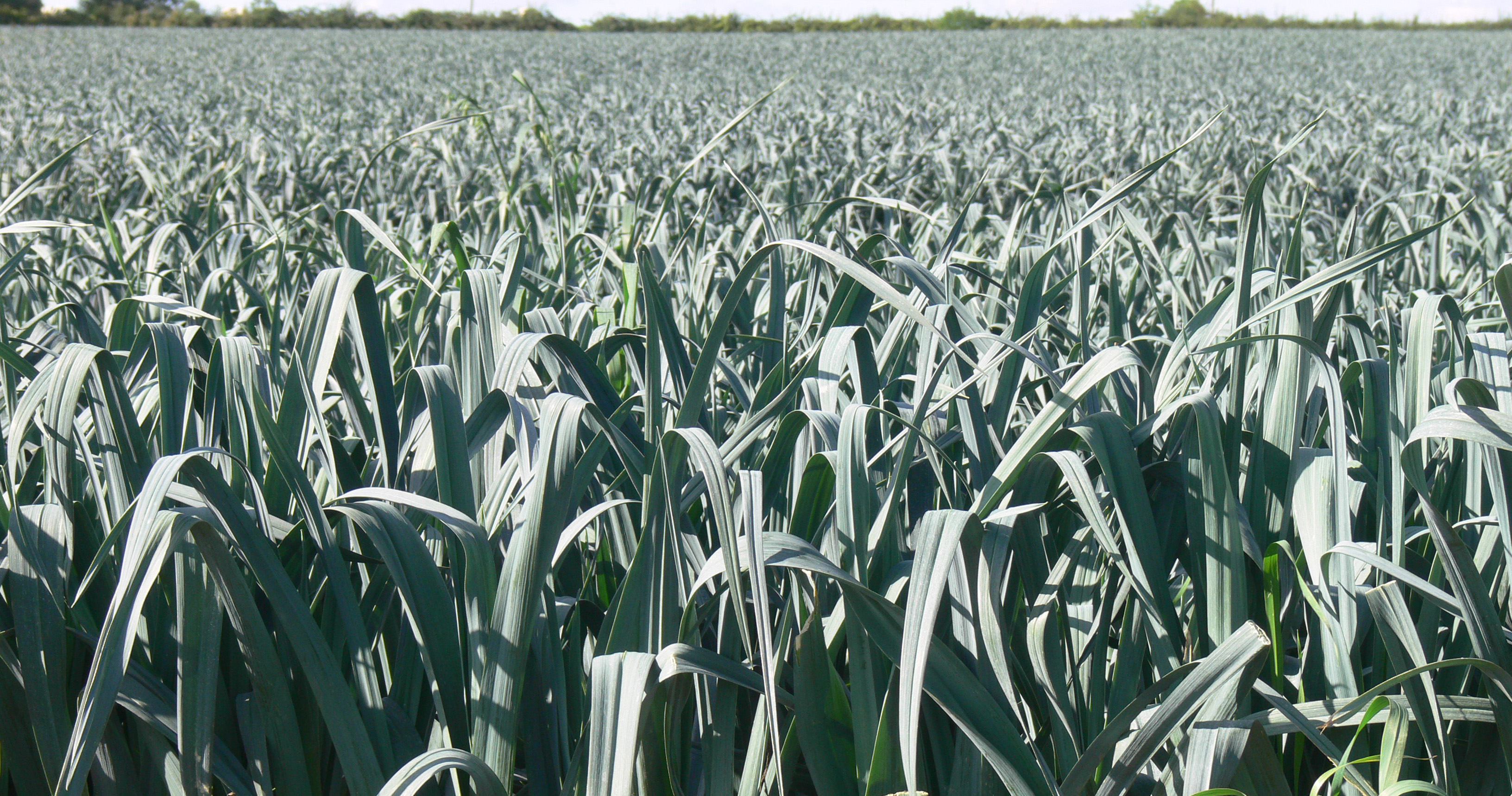
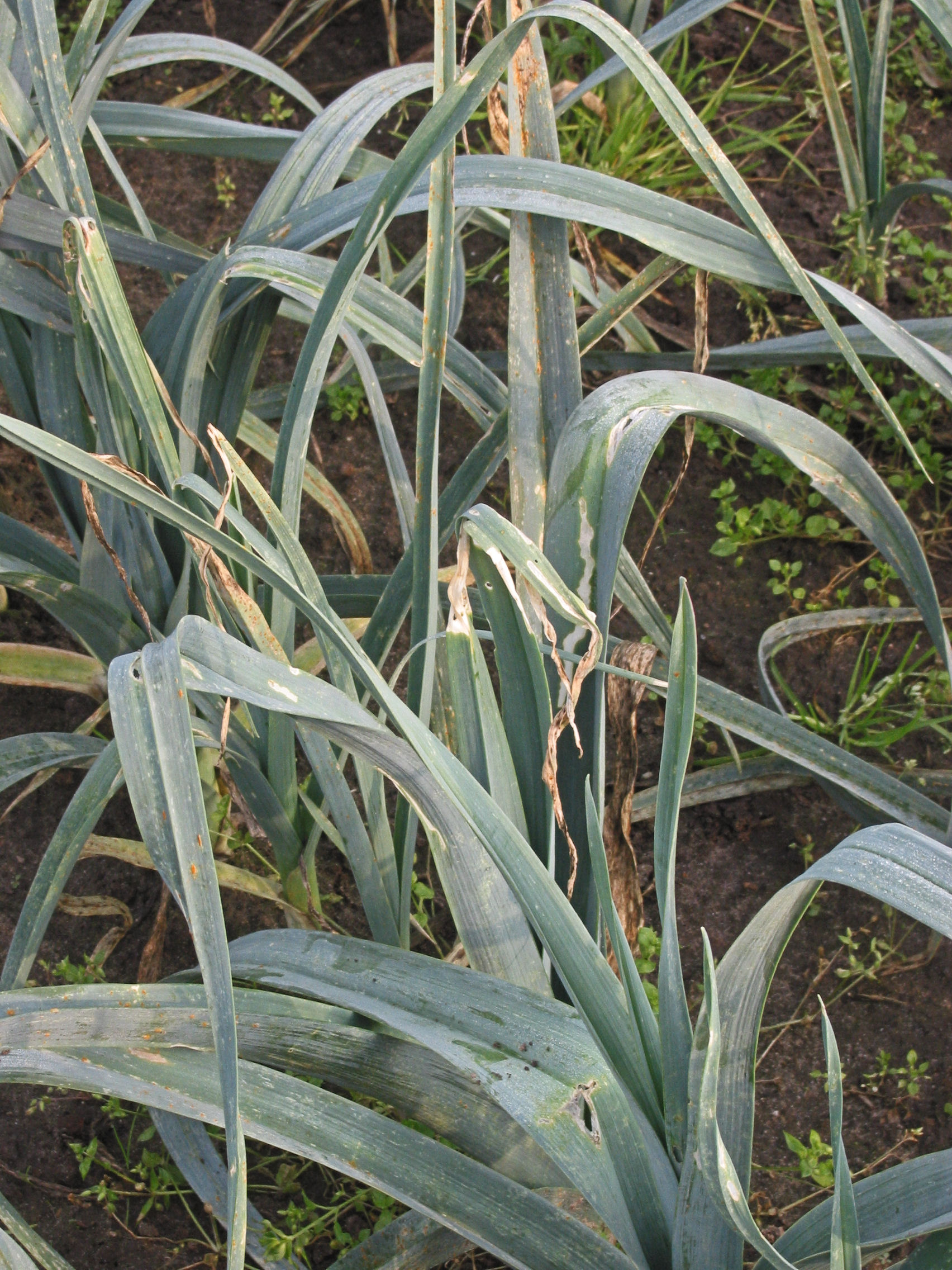